# 臣籍降下
臣籍降下（日语：／ shinseki kōka */?）是指日本皇室成員被取消皇族資格、取得姓氏及戶籍成為一般民眾之事。現行日本憲法施行後則稱為皇籍離脱（／ kōseki ridatsu）。明治維新後，內親王、女王在下嫁平民後也會脫離皇族，此時被稱為臣籍降嫁（日语：／ shinseki kōka */?），若嫁給皇族則可保留皇族身份。

## 沿革
古代日本根據律令制規定，皇親以與天皇血緣親疏決定，天皇的直系四代子孫皆為皇親，而第五代皇孫雖然能保留王號，但不屬於皇親身份，而第六代皇孫則降為一般臣民。平安時代，皇族包含所有天皇四代以內的子孫，皇族人數眾多，而實際上絕大多數是與皇位無緣的旁系成員，但皇室需要供養這些皇族成員，導致皇宮財政甚窘。因此皇室需要減少皇族成員人數以減少支出，其中桓武天皇將超過100個皇族降為臣籍，當中包括異母弟廣根諸勝、兒子良岑安世及長岡岡成3人僅為天皇第一代後人；嵯峨天皇將自己8名子女賜姓源氏降為臣民，讓他們自力更生，以維繫宮內財政；亦可充當藩屏皇室的作用。其後歷代天皇亦有類似做法，將旁系庶出或血緣疏遠的皇室成員降為臣民。
另外由於當時的律令規定皇室成員可以擔任的官職有限，無法以官職取得穩定收入，因此部份旁系皇室成員亦有希望成為臣籍的請求。雖然最初降為臣籍的原皇室成員大多可以以皇室身份換取官職或上層貴族身份，但過了數代後的原皇室成員家族大多沒落，部分散居各地演變成為武士或地方豪族。
臣籍降下後的原皇族成員通常會獲賜新姓氏並創立新家族，平安時代起會按傳統賜姓源氏或平氏。另外亦有皇室成員被身為臣籍的攝家當主收養成猶子而成為臣籍。（皇別攝家）
第二次世界大戰日本投降後，盟軍佔領日本。1947年，奉駐日盟軍總司令（GHQ）指示，伏見宮、閑院宮、山階宮、北白川宮、梨本宮、久邇宮、賀陽宮、東伏見宮、朝香宮、東久邇宮、竹田宮等11個宮家之宗室子弟皆被昭和天皇賜姓成為平民，以宮名為新的苗字（即姓氏），比如伏見宮第26代當主伏見宮博明王脫離皇室後改名「伏見博明」、閑院宮第7代當主閑院宮春仁王脫離皇室後改名「閑院春仁」。

## 臣籍降嫁
從1890年開始，截止2021年，共有7位內親王、34位女王臣籍降嫁。最近一位是2021年秋篠宮文仁親王的長女小室真子（舊稱真子內親王）。
| 名諱           | 降嫁後姓名   | 關係                    | 日期                       | 事由                                                   |
| -------------- | ------------ | ----------------------- | -------------------------- | ------------------------------------------------------ |
| 安喜子女王     | 池田安喜子   | 久邇宮朝彦親王第3王女   | 1890年（明治23年）12月24日 | 與池田侯爵家繼承人池田詮政結婚                         |
| 絢子女王       | 竹内絢子     | 久邇宮朝彦親王第5王女   | 1892年（明治25年）12月26日 | 與竹内子爵家当主竹内惟忠結婚                           |
| 素子女王       | 仙石素子     | 久邇宮朝彦親王第6王女   | 1893年（明治26年）11月15日 | 與仙石子爵家繼承人仙石政敬結婚                         |
| 栄子女王       | 東園栄子     | 久邇宮朝彦親王第2王女   | 1899年（明治32年）9月26日  | 與東園子爵家的當主東園基愛結婚                         |
| 禎子女王       | 山内禎子     | 伏見宮貞愛親王第1王女   | 1901年（明治34年）4月6日   | 與山内侯爵家的當主山内豊景結婚                         |
| 純子女王       | 織田純子     | 久邇宮朝彦親王第9王女   | 1901年（明治34年）11月27日 | 與織田子爵家的當主織田秀実結婚                         |
| 貞子女王       | 有馬貞子     | 北白川宮能久親王第2王女 | 1903年（明治36年）2月6日   | 與有馬伯爵家繼承人有馬頼寧結婚                         |
| 滿子女王       | 甘露寺滿子   | 北白川宮能久親王第1王女 | 1904年（明治37年）11月14日 | 與甘露寺伯爵家繼承人甘露寺受長結婚                     |
| 篶子女王       | 壬生篶子     | 久邇宮朝彦親王第8王女   | 1906年（明治39年）10月28日 | 與壬生伯爵家的當主壬生基義結婚                         |
| 實枝子女王     | 德川實枝子   | 有栖川宮威仁親王第2王女 | 1908年（明治41年）11月8日  | 與德川公爵家（慶喜家）繼承人德川慶久結婚               |
| 武子女王       | 保科武子     | 北白川宮能久親王第3王女 | 1911年（明治44年）4月17日  | 與保科子爵家的當主保科正昭結婚                         |
| 茂子女王       | 黑田茂子     | 閑院宮載仁親王第2王女   | 1914年（大正3年）1月21日   | 與黑田侯爵家繼承人黑田長禮結婚                         |
| 由紀子女王     | 町尻由紀子   | 賀陽宮邦憲王第1王女     | 1915年（大正4年）4月30日   | 與町尻子爵家養子繼承人町尻量基結婚                     |
| 擴子女王       | 二荒擴子     | 北白川宮能久親王第5王女 | 1915年（大正4年）7月20日   | 與二荒伯爵家的當主二荒芳德結婚                         |
| 恭子女王       | 安藤恭子     | 閑院宮載仁親王第1王女   | 1915年（大正4年）9月3日    | 與安藤子爵家的當主安藤信昭結婚                         |
| 恭子女王       | 淺野恭子     | 伏見宮博恭王第1王女     | 1918年（大正7年）5月29日   | 與淺野侯爵家繼承人淺野長之的長男淺野長武結婚           |
| 方子女王       | 李方子       | 梨本宮守正王第1王女     | 1920年（大正9年）4月28日   | 與李王世子李垠結婚                                     |
| 安子女王       | 淺野安子     | 山階宮菊麿王第1王女     | 1920年（大正9年）11月9日   | 與淺野侯爵家継嗣淺野長之的長男淺野長武結婚             |
| 智子女王       | 大谷智子     | 久邇宮邦彥王第3王女     | 1924年（大正13年）5月3日   | 與大谷伯爵家繼承人大谷光暢結婚                         |
| 信子女王       | 三条西信子   | 久邇宮邦彥王第2王女     | 1924年（大正13年）12月9日  | 與三条西伯爵家繼承人三条西公正結婚                     |
| 敦子女王       | 清棲敦子     | 伏見宮博恭王第2王女     | 1926年（大正15年）10月27日 | 與清棲伯爵家的當主清棲幸保結婚                         |
| 規子女王       | 廣橋規子     | 梨本宮守正王第2王女     | 1926年（大正15年）12月2日  | 與廣橋伯爵家的當主廣橋真光結婚                         |
| 華子女王       | 華頂華子     | 閑院宮載仁親王第5王女   | 1926年（大正15年）12月13日 | 與華頂侯爵家的當主華頂博信結婚                         |
| 紀久子女王     | 鍋島紀久子   | 朝香宮鳩彦王第1王女     | 1931年（昭和6年）5月12日   | 與鍋島侯爵家繼承人鍋島直泰結婚                         |
| 美年子女王     | 立花美年子   | 北白川宮成久王第1王女   | 1933年（昭和8年）1月17日   | 與立花子爵家繼承人立花種勝結婚                         |
| 禮子女王       | 佐野禮子     | 竹田宮恒久王第1王女     | 1934年（昭和9年）3月26日   | 與新華族佐野伯爵家繼承人佐野常光結婚                   |
| 佐和子女王     | 東園佐和子   | 北白川宮成久王第2王女   | 1935年（昭和10年）1月7日   | 與東園子爵家的當主東園基文結婚                         |
| 恭仁子女王     | 二条恭仁子   | 多嘉王第3王女           | 1939年（昭和14年）4月2日   | 與二条公爵家的當主二条弼基結婚                         |
| 多惠子女王     | 德川多惠子   | 北白川宮成久王第3王女   | 1941年（昭和16年）4月14日  | 與德川公爵家（水戶家）的當主德川圀順的二男德川圀禎結婚 |
| 湛子女王       | 大給湛子     | 朝香宮鳩彦王第2王女     | 1941年（昭和16年）11月7日  | 與大給伯爵家的當主大給義龍結婚                         |
| 美智子女王     | 德大寺美智子 | 賀陽宮恒憲王第1王女     | 1943年（昭和18年）12月29日 | 與德大寺公爵家当主德大寺實厚的二男德大寺齊定結婚       |
| 正子女王       | 龍田正子     | 久邇宮朝融王第1王女     | 1945年（昭和20年）4月22日  | 與龍田伯爵家的當主龍田德彦結婚                         |
| 孝宮和子内親王 | 鷹司和子     | 昭和天皇第3皇女         | 1950年（昭和25年）5月20日  | 與鷹司旧公爵家繼承人鷹司平通結婚                       |
| 順宮厚子内親王 | 池田厚子     | 昭和天皇第4皇女         | 1952年（昭和27年）10月10日 | 與池田舊侯爵家繼承人池田隆政結婚                       |
| 清宮貴子内親王 | 島津貴子     | 昭和天皇第5皇女         | 1960年（昭和35年）3月10日  | 與島津舊伯爵家繼承人島津久永結婚                       |
| 甯子内親王     | 近衛甯子     | 三笠宮崇仁親王第1王女   | 1966年（昭和41年）12月18日 | 與近衛旧公爵家的當主近衛護煇結婚                       |
| 容子内親王     | 千容子       | 三笠宮崇仁親王第2王女   | 1983年（昭和58年）10月14日 | 與裏千家若宗匠千宗之結婚                               |
| 紀宮清子内親王 | 黑田清子     | 上皇明仁第1皇女         | 2005年（平成17年）11月15日 | 與黑田慶樹結婚                                         |
| 典子女王       | 千家典子     | 高円宮憲仁親王第2王女   | 2014年（平成26年）10月5日  | 與千家舊男爵家繼承人千家國麿結婚                       |
| 絢子女王       | 守谷絢子     | 高円宮憲仁親王第3王女   | 2018年（平成30年）10月29日 | 與守谷慧結婚                                           |
| 眞子内親王     | 小室眞子     | 秋篠宮文仁親王第1王女   | 2021年（令和3年）10月26日  | 與小室圭結婚                                           |

## 外部連結
- ご結婚により、皇族の身分を離れられた内親王及び女王 - 宮内庁 （页面存档备份，存于）
- 臣籍降下